# 어플라이드 피직스 레터스
《어플라이드 피직스 레터스》 (Applied Physics Letters)는 미국 물리학 협회에서 매주 발간하는 동료 검토를 거치는 과학 저널이다. 이 저널의 중점 분야는 과학, 공학 및 현대 기술의 모든 분야에서 물리학의 응용에 관한 새로운 실험 및 이론에 관한 논문의 신속한 출판 및 보급이다. 또한 빠르게 진화하는 분야의 토대를 마련하는 근본적이고 새로운 개발에 중점을 두고 있다.
이 저널은 1962년에 창간되었다. 편집장은 레슬리 F. 코헨 (임페리얼 칼리지 런던)이다.

## 초록화 및 색인화 작업
이 저널은 다음의 데이터베이스에서 색인화되고 있다.
- 케미컬 앱스트랙트 서비스
- 커런트 컨텐츠 /물리, 화학 및 지구 과학
- 과학 인용 색인 익스팬디드